# Rock català
Rock català (kataloński rock) to gatunek muzyczny, którego wykonawcami można nazwać niektóre formacje muzyczne z końcówki XX w. i początku XXI, które tworzą po katalońsku. Chociaż nazwa gatunku zawiera słowo rock, używa się go również czasem przy innych stylach muzycznych, np. pop, ska, metal itp. Zwykle odnosi się do fali zespołów powstałych w latach 80., tuż po okresie dyktatury w Hiszpanii, które chciały wykonywać w języku katalońskim popularne w tamtych czasach gatunki. Do katalońskiego rocka nie zalicza się utworów powstałych przy ruchu nova canço.
Nazwa „kataloński rock” może wprowadzić w błąd, bo podpina się pod nią wykonawców różnorodnych stylów muzycznych. Jedyne, co łączy wszystkich twórców katalońskiego rocka to język kataloński, w którym śpiewają. Z tego powodu często łączy się kataloński rock z nacjonalizmem katalońskim, w związku z czym wiele zespołów tworzących ten gatunek nie chce być z nim kojarzonych.
Najbardziej rozpoznawalne zespoły z tego nurtu to: Sopa de Cabra, Els Pets, Sau, Popstroc, Sangtraït, Umpah-pah, Lax'n'Busto, Antònia Font, Obrint Pas, la Gossa Sorda, Brams, Anegats í Lexus.

## Historia
Pierwszą piosenką z gatunku rock en català było „Ciutat podrida” (Zgniłe miasto) zespołu La Banda Trapera del Río.
Termin "kataloński rock" zaczyna być powszechnie używany w latach 70. dzięki grupie Sala Zeleste (dziś Razzmatazz) oraz innym grupom powstałym w wyniku ruchu Rock Laietà, np. Pau Riba, Jaume Sisa, Om, Oriol Tramvia, Companyia Elèctrica Dharma, Atila. W roku 1975 odbył się Festival Canet Rock, gdzie występowały zespoły wykonujące kataloński rock. Następne edycje odbyły się jeszcze przez najbliższe trzy lata. Sceny tamtego festiwalu zostały uwiecznione w książce Història i poder del rock català (Historia i moc katalońskiego rocka), którą napisał w 1977 Jordi Sierra i Fabra.
W latach 80. i 90. pojawia się coraz więcej zespołów wykonujących kataloński rock. Termin ten zaczyna być używany do określenia całego zjawiska kulturowego, do którego doszło w tamtych czasach.
Wielki boom muzyczny wybucha raz jeszcze na początku lat 90., gdy na scenie muzycznej pojawia się nowa fala zespołów muzycznych, a koncerty i festiwale są licznie organizowane na terenie całych Krajów Katalońskich. Kataloński rock nie ustrzegł się jednak krytyki: pojawiły się głosy, że gatunek ten jest na siłę promowany przez Generalitat de Catalunya w celach politycznych.